# Saint-Auban-sur-l’Ouvèze
Saint-Auban-sur-l’Ouvèze (okzitanisch: gleichlautend) ist ein Ort und eine Gemeinde mit 204 Einwohnern (Stand 1. Januar 2022) im Département Drôme in der südfranzösischen Region Auvergne-Rhône-Alpes. Seit 2015 gehört der Ort zum Regionalen Naturpark Baronnies Provençales.

## Lage
Saint-Auban-sur-l'Ouvèze liegt in der historischen Landschaft der Baronnies etwa 100 m oberhalb des Flusses Ouvèze in ca. 650 m Höhe ü. d. M. ca. 16 km (Fahrtstrecke) östlich der Kleinstadt Buis-les-Baronnies.

## Bevölkerungsentwicklung
| Jahr                       | 1800 | 1851 | 1901 | 1954 | 1999 | 2013 |
| -------------------------- | ---- | ---- | ---- | ---- | ---- | ---- |
| Einwohner                  | 422  | 517  | 428  | 198  | 188  | 220  |
| Quellen: Cassini und INSEE |      |      |      |      |      |      |

Der Bevölkerungsrückgang im 20. Jahrhundert ist im Wesentlichen auf die abgelegene Lage des Ortes und den Verlust an Arbeitsplätzen infolge der Mechanisierung der Landwirtschaft zurückzuführen.

## Wirtschaft
Die Einwohner des Ortes lebten jahrhundertelang als Selbstversorger von der Landwirtschaft (Feldbau und Viehzucht). Auch Wein wurde angebaut; der Ort besitzt auch heute noch das Recht zur Vermarktung seiner Weintrauben über die Appellationen Comtés Rhodaniens, Coteaux des Baronnies, Mediterranée und Drôme;, doch wird wegen der Höhenlage kaum noch Wein angebaut. Stattdessen finden sich in kleinerem Umfang Oliven-, Aprikosen-, Kirsch- und Apfelbäume; außerdem gibt es einige Lavendelfelder. Seit den letzten Jahrzehnten des 20. Jahrhunderts spielt der Tourismus in Form der Vermietung von Ferienwohnungen (gîtes) eine wichtige Rolle im Wirtschaftsleben des Ortes.

## Geschichte

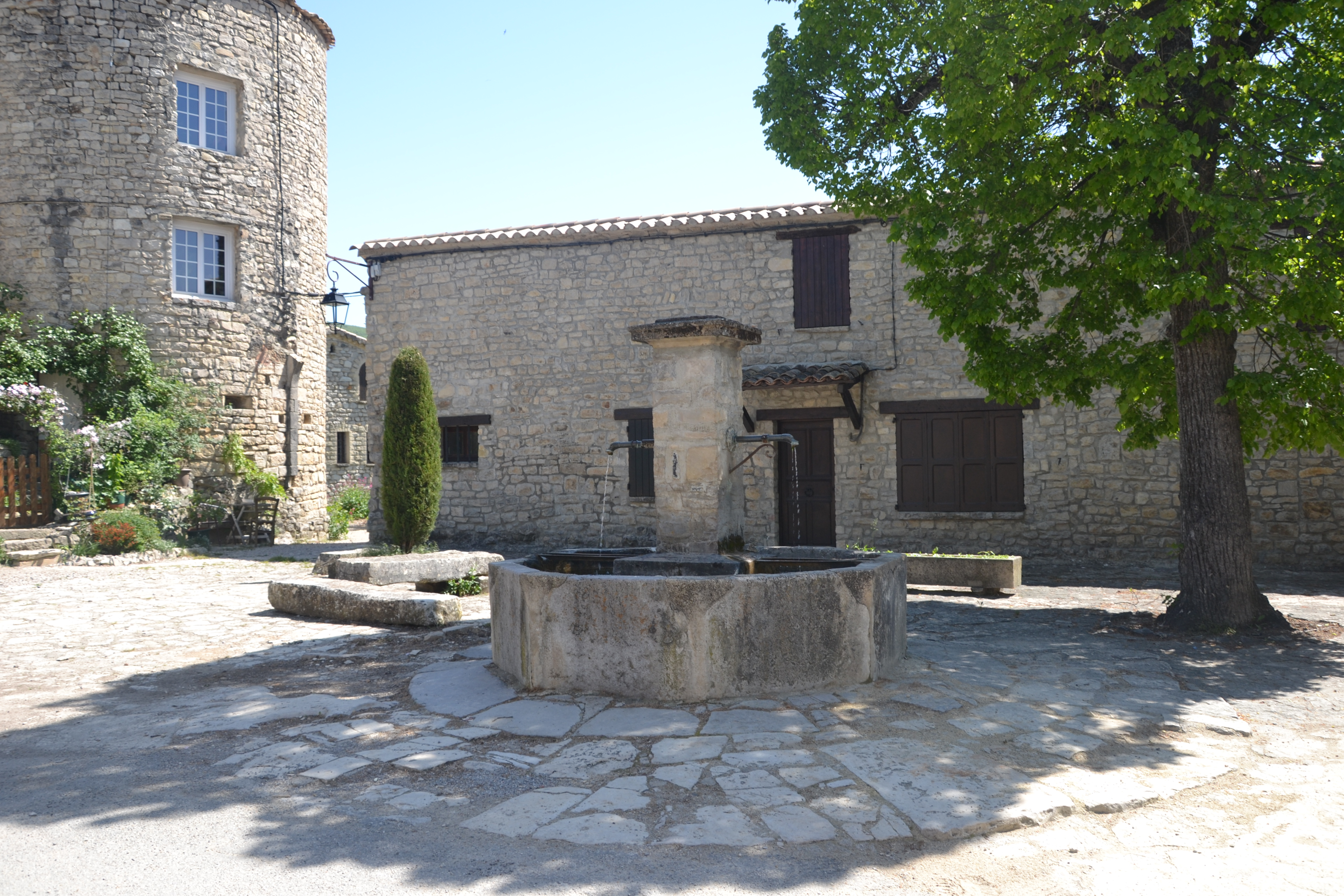
Ortszentrum mit Brunnen, Dorflinde und einem zu einem Wohnhaus umgebauten Wehrturm

Seit karolingischer Zeit gehörte das Gebiet der Baronnies zum Königreich Burgund, welches im Jahr 1033 an das Heilige Römische Reich fiel. Für Saint-Auban ist in einer Urkunde aus dem Jahr 1070 der Name Villa Medullis überliefert. Um das Jahr 1100 gehörte das Gebiet zur Baronie von Mévouillon, die im beginnenden 14. Jahrhundert an die Dauphiné de Viennois fiel, die später französisches Krongut wurde. Im 15. Jahrhundert wurde der Ort befestigt und mit einer mehrtürmigen Stadtmauer umgeben. Hundert Jahre später schloss sich ein Teil der Bevölkerung dem protestantischen Glauben an.

## Sehenswürdigkeiten
- Das Dorfbild ist durch verschiedene aus Bruchstein gemauerte oder mit Bruchsteinen verkleidete Gebäude geprägt.
- Von der mittelalterlichen Stadtmauer sind noch zwei Türme und ein schmuckloses Tor (porte basse) erhalten.
- Die neoromanische Kirche stammt aus dem Jahr 1870/71.
- Der Ort hat eine protestantische Kirche (temple) und einen protestantischen Friedhof.
- Am Ortsrand steht ein Waschhaus (lavoir) aus dem 19. Jahrhundert.